# シーナ・メスダフ

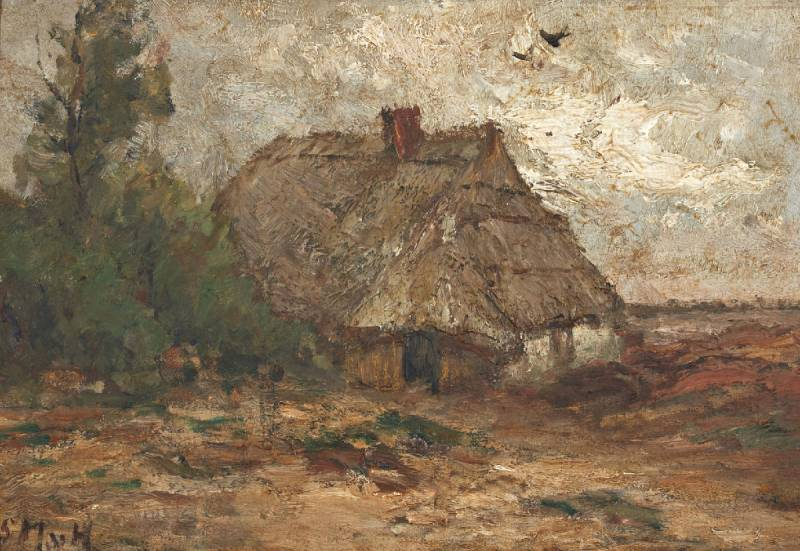
シーナ・メスダフ作「羊小屋」

シーナ・メスダフとしても知られているシエンチェ・メスダフ＝ファン・ハウテン（Sientje Mesdag-van Houten、1834年12月23日 - 1909年3月20日）は、オランダの画家である。ヘンドリック・ウィレム・メスダフの配偶者で、「ハーグ派」の画家の一人であった。肖像画や風景画、静物画を描いた。

## 略歴
フローニンゲンで生まれた。父親は裕福な実業家で大きな製材工場を所有していた。弟に、長く議員を務め、内務大臣も務めたサミュエル・ファン・ハウテン（Samuel van Houten: 1837–1930）がいる。1856年に銀行家の息子で株式取引の仕事をしていたヘンドリック・ウィレム・メスダフ（1831-1915）と結婚し、1864年に夫がそれまでの仕事を止め、画家になると決めた時、シーナ・メスダフが相続した父親の遺産のおかげで経済的な問題はなかった。
夫妻は多くの画家が集まり、後に「オランダのバルビゾン」と称されることになるオーステルベークで過ごした後、1866年からブリュッセルに移り、ウィレム・ルーロフス（1822-1897）に学び、夫妻の住居はオランダやベルギー出身の芸術家たちが集まる場所となった。シーナ・メスダフは自らも絵を描きはじめ、夫婦の一人息子が1871年に8歳ほどで伝染病で亡くなった後は画家の仕事に集中することになり、肖像画や静物画を描いた。ヨハネス・クリスティアーン・ダルノー（Johannes Christiaan d'Arnaud: 1823-1892）から絵を学び、シーナ・メスダフは作品について夫やウィレム・ルーロフス、ローレンス・アルマ＝タデマ（1836-1912）らから助言を受けた。その後夫妻はハーグの海岸のリゾート地、スヘフェニンゲンに移った。
1872年から、展覧会に出展を始め、デン・ハーグの美術協会「Hollandsche Teekenmaatschappij」のグループ展やプルクリ・スタジオの展覧会に夫と一緒に作品を出展した。
1880年に夫が依頼をうけて、高さ14m、周囲長120mの円筒の巨大なパノラマ画の「パノラマ・メスダフ」(Panorama Mesdag)を制作した時、夫の弟子とともに制作に協力したとされている。
シーナ・メスダフはプルクリ・スタジオの数少ない女性メンバーの一人であり、ハーグの女性画家の協会の会長を務め、若い女性画家を支援し1875年から自分のスタジオで女性画家を教えた。姪のバーバラ・エリザベート・ファン・ハウテンも画家になり、メスダフ夫妻の指導を受けた。
メスダフ夫妻は美術品のコレクションも行い、1903年にハーグの邸と、メスダフ夫妻の作品や収集した美術コレクションを政府に寄付し、メスダフ・コレクション・ミュージアムとなっている。

## 作品

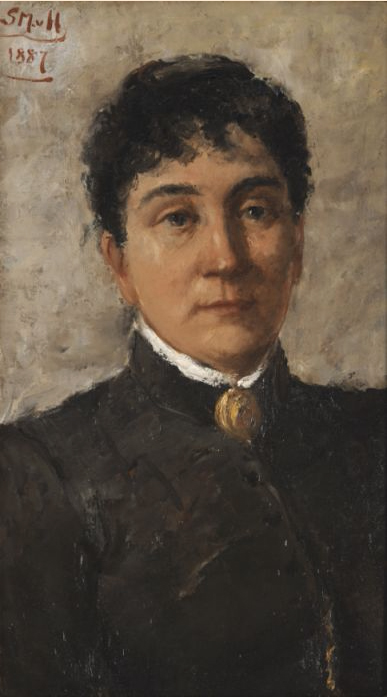
Betzy Rezora Berg（画家）の肖像画 (1887)
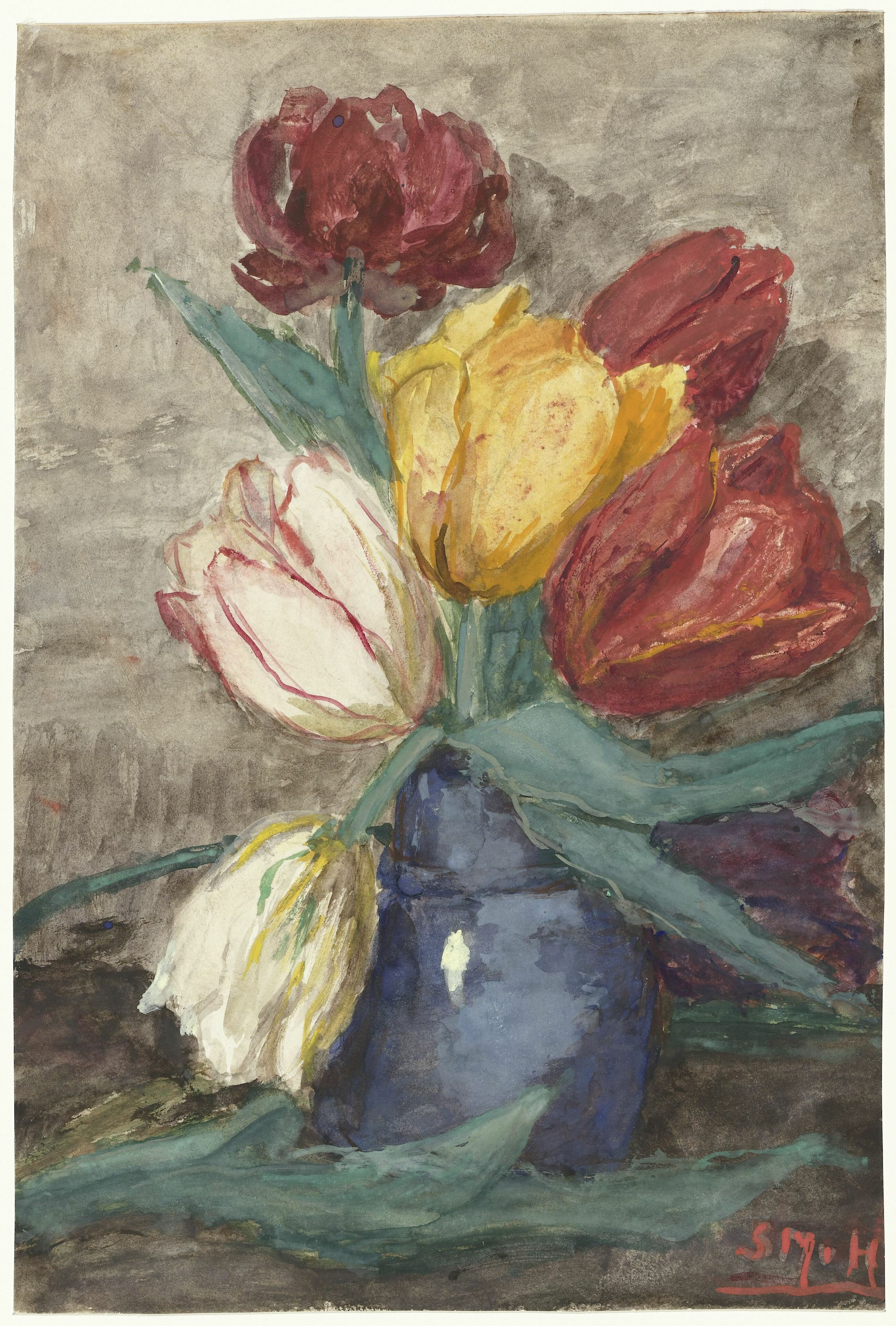
花瓶とチューリップ アムステルダム国立美術館
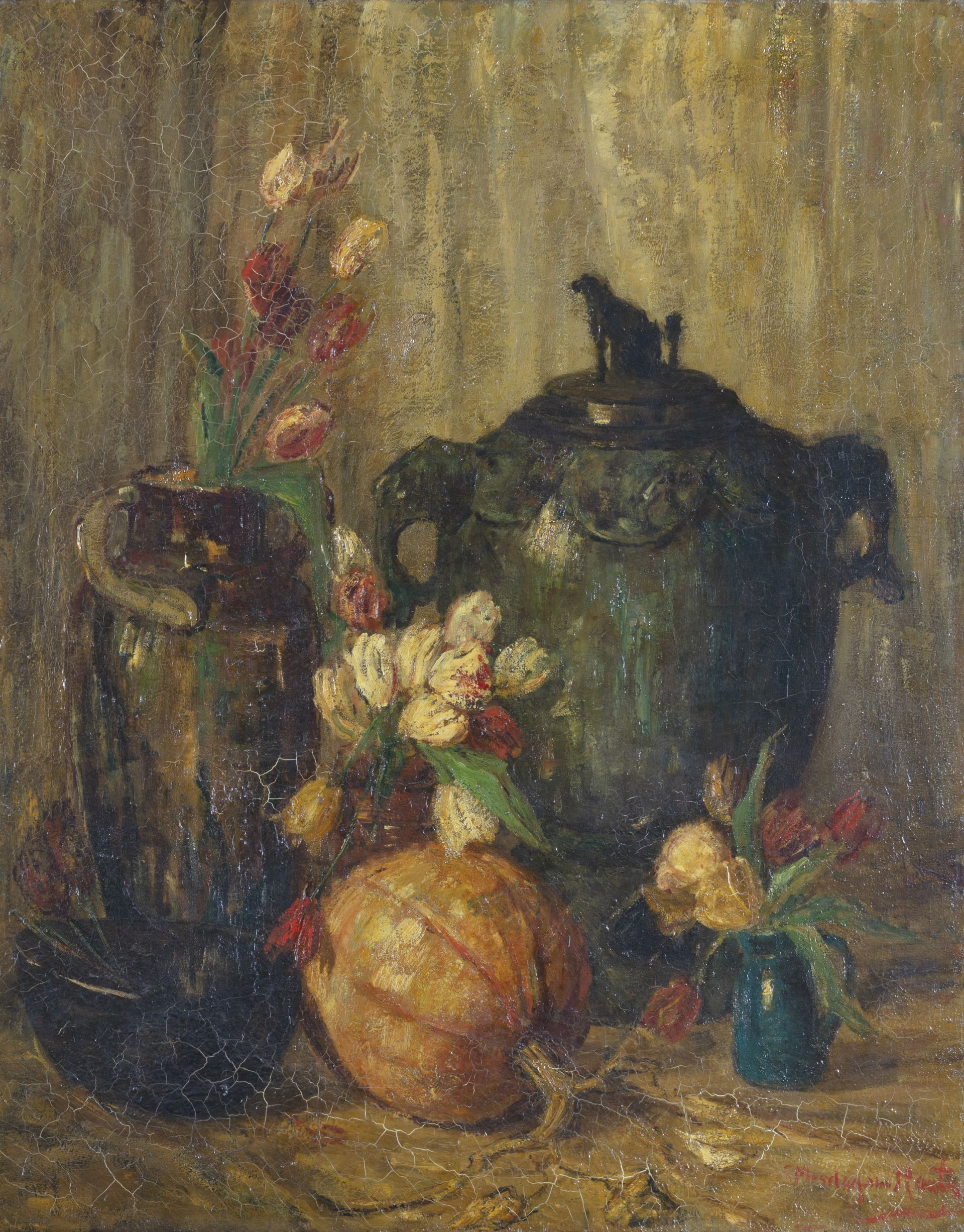
静物画 フローニンゲン美術館